# Johnny Olympia 67
Albums par Johnny Hallyday
La Génération perdue
(1966) Johnny 67
(1967)
Lives par Johnny Hallyday
Johnny Hallyday Olympia 64
(1964) Johnny au Palais des sports
(1967)
Olympia 67 est le 3e album live de Johnny Hallyday, il sort le 29 mars 1967.
L'album est réalisé par Lee Hallyday

## Autour de l'album
- Références originales : Philips B 70399L - existe sous deux versos différents : le 1er est totalement blanc, le 2e comporte les titres
- seconde édition : Philips 844833 BY
- réédition (années 1970) : Philips Stéréo 6325 194

- première édition CD en 1992 ; le récital est donné dans son intégralité, soit 16 titres dont 5 inédits du tour de chant : Maintenant ou jamais, La petite fille de l'hiver, Je veux te graver dans ma vie, Cheveux longs et idées courtes, Je crois qu'il me rend fou (en duo avec Sylvie Vartan)[1]
  - Référence originale : Philips Phonogram 510 121-2
- édition en double CD en 2003 qui propose : CD1 l'album dans sa version d'origine et en CD2 l'intégrale du récital en respectant la chronologie du tour de chant.
  - Référence originale : Mercury Universal 077 180-2

## Liste des titres
Nota : Nous donnons ici l'ordre chronologique du récital tel que le restitue le double CD de 2003. Les titres en gras ne sont pas sur le 33 tours original.
| 1.  | Les Coups (Uptight (Everything's Alright)))                                    | Georges Aber (adaptation)                 | Henry Cosby, Sylvia Rose Moy, Stevie Judkins, | 3:38 |
| 2.  | Maintenant ou jamais (If You Gotta Go, Go Now)                                 | Gilles Thibaut (adaptation)               | Bob Dylan                                     | 4:18 |
| 3.  | La génération perdue                                                           | Long Chris                                | Johnny Hallyday                               | 3:17 |
| 4.  | Si j'étais un charpentier (If I Were a Carpenter)                              | Long Chris (adaptation)                   | Tim Hardin                                    | 2:53 |
| 5.  | Je me suis lavé les mains dans une eau sale (I Washed My Hands In Muddy Water) | Long Chris (adaptation)                   | Joe Babcock                                   | 2:59 |
| 6.  | La petite fille de l'hiver                                                     | Long Chris                                | Éric De Marsan                                | 2:51 |
| 7.  | Je veux te graver dans ma vie (Got to Get You into My Life)                    | Long Chris (adaptation)                   | John Lennon, Paul McCartney                   | 2:49 |
| 8.  | (Présentation des musiciens)                                                   |                                           |                                               | 0:44 |
| 9.  | Cheveux longs et idées courtes                                                 | Gilles Thibaut                            | Johnny Hallyday                               | 4:41 |
| 10. | Le Pénitencier (The House of the Rising Sun)                                   | Vline Buggy, Hugues Aufray (adaptation)   | Alan Price                                    | 3:49 |
| 11. | Ne sois pas si stupide (Don't Mess With Cupid)                                 | Georges Aber (adaptation)                 | Steve Cropper, Eddie Floyd, Deanie Parker     | 3:25 |
| 12. | Hey Joe (Hey Joe)                                                              | Gilles Thibaut (adaptation)               | Billy Roberts                                 | 3:30 |
| 13. | Jusqu'à minuit (In The Midnight Hour)                                          | Georges Aber (adaptation)                 | Steve Cropper, Wilson Pickett                 | 2:48 |
| 14. | Confessions                                                                    | Long Chris, Georges Aber, Johnny Hallyday | Long Chris, Georges Aber, Johnny Hallyday     | 2:58 |
| 15. | Je suis seul (What Is Soul)                                                    | Georges Aber (adaptation)                 | Ben E. King                                   | 3:30 |
| 16. | Noir c'est noir (Black Is Black)                                               | Georges Aber (adaptation)                 | Tony Haynes, Michelle Grainger, Steve Wadey   | 7:02 |
| 17. | Je crois qu'il me rend fou (en duo avec Sylvie Vartan) (Such A Fool For You)   | Georges Aber (adaptation)                 | Tina Turner,Ike Turner                        | 8:20 |

## Musiciens
Orchestre The Blackburds
- Direction musicale : Mick Jones et Tommy Brown
- Guitare : Mick Jones
- Batterie : Tommy Brown
- Basse : Gérard Fournier (Papillon)
- Piano et orgue : Raymond Donnez
- Saxophone ténor, baryton, harmonica, hautbois : Jean Tosan, Gérard Pisani
- Trompettes : Gilles Pellegrini, Pierre Ploquin, Jacques Ploquin
- Trombones : Louis Fuentes, Pierre Ploquin

## Classements hebdomadaires
| Classement (2003) | Meilleure position |
| ----------------- | ------------------ |
| France (SNEP)     | 68                 |

| Classement (2019)            | Meilleure position |
| ---------------------------- | ------------------ |
| Belgique (Wallonie Ultratop) | 118                |